# 그 남자! 그 여자!
《그 남자! 그 여자!》은(원제: 그 남자 그 여자의 사정 / 그 男子 그 女子의 事情, 그와 그녀의 사정 / 그와 그女의 事情, 일본어: 彼氏彼女の事情 카레시 카노조노 지조[*])는 츠다 마사미의 순정만화와 이를 원작으로 하는 TV 애니메이션이다 TV도쿄에서 1998년 10월 2일부터 1999년 3월 26일까지 종료했다. 가이낙스 만든 일본의 애니메이션으로,이후 KBS 2TV에서 2001년 5월 1일부터 7월 18일까지 종료했다.
가이낙스의 신세기 에반게리온으로 유명한 안노 히데아키 감독에 의해 1998년, 전 26화의 TV 애니메이션으로 만들어졌다. 애니메이션에서는 원작의 앞 부분을 다루고 있다.
원작 만화는 구태에서 벗어난 주인공의 성격과 뛰어난 심리 묘사로 호평을 받았으나, 후반부에는 분위기가 어두워져 평이 갈리고 있으며, 애니메이션의 경우 안노 히데아키 감독의 실험적인 연출이 돋보이는 수작이나, 완결성이 없다는 평을 받았다.
대한민국에서는 1998년 학산문화사에서 한국어판으로 단행본 발행되었다가, 동사의 순정만화지인 쥬티에 반전형식으로 연재되었으나, 2002년 잡지가 폐간하면서 다시 단행본 발행으로 전환되었고 케이블 TV 애니메이션 전문 채널인 투니버스에서 "그 남자! 그 여자!"라는 제목으로 2000년 7월에 먼저 선보인 뒤, KBS 2TV에서 "비밀 일기"라는 제목으로 1년 뒤인 2001년 5월 1일부터 2001년 7월 18일까지 방영된 기록이 있다.
2005년 8월에 총 21권으로 일본에서 완결되었다. 한국어판은 2005년 10월 25일에 마지막 권이 발간되었다. 약칭은 《카레카노》(カレカノ).

## 줄거리
주인공 미야자와 유키노는 어릴 때부터 완벽한 모범생을 연기하고 있으나, 실제로는 허영심 많고 가식적인 이중적인 생활을 하고 있다.
하지만 고등학교로 진학하자 학년대표로 뉴페이스, 아리마 소이치로가 나타난다. 그는 심지어 겉과 속이 둘다 바른 진정한 모범생같이 보이기까지 한다.
지금껏 자신의 것이라 여겨온 최고를 향한 군중의 환호, 동경, 찬미를 빼앗긴 유키노는 이에 분노하고 아리마를 적대시 하지만 그에게 겉으로는 여전히 천사인 척 가식적인 행동을 하고 있었다. 전교 석차 1등을 탈환하고자 유키노는 매우 부단히 노력하고 끝내 쟁취한다.
승리의 자리에서 아리마에게 굴욕과 망신을 선사하고 싶던 그녀에게 아리마는 너무도 간단하고 긍정적인 축하인사를 건네자, 그 모습에 자신의 위선적 내면에 혐오를 느낀 유키노는 부끄러움과 반성의 복잡한 심경으로 혼란스러워한다. 소이치로는 그런 그녀의 내면변화를 알 리 없고 그 다음날 바로 사랑 고백도 갑작스레 해버린다. 유키노는 가볍게 재빨리 거절해버리지만 이것은 이제 곧 일어날 관계전환의 신호탄일 뿐이었다.
아리마가 유키노의 집으로 물건을 빌려주러왔다가 때마침의 상황적인 연유로 그녀는 가식없는 날 것의 평소 모습을 들키게 되고, 아리마는 며칠 뒤 이를 약점잡아 그녀에게 자신의 일을 대신 시키며 마구 부려먹기 시작한다.
유키노는 분명 처음엔 강제로 질질 끌려가는 관계였으나, 어느덧 아리마에 대한 사랑이 시작됨을 자각하게 된다. 아리마 역시 예전의 사랑고백 때부터도 진실이었으므로 둘은 연인으로 발전하고, 서로가 본연의 모습대로 살기로 한다. 더이상의 가식이나 연기 없이 솔직하게.
둘은 이제 매우 가까운 사이가 되어 서로의 집에 공부하러 왕래하다 각자의 가족을 만나본 후로 아리마는 변하기 시작한다. 묻어둔 예전의 상처와 학대 트라우마가 떠오른 것이다.
아리마는 현재 양부모님과 살고 있는데, 친부모님이란 사람들은 아주 인간 쓰레기들로 소이치로가문의 수치같은 자들이다. 죄를 짓고 도망가면서 홀로 남은 어린 아들이 바로 아리마인데, 이를 큰아버지가 양자로 거둬들인 것이다.
그렇게 어릴 적 적절한 양육을 받지 못했었던 그를 양부모님은 사랑으로 돌봐주시긴 했으나, 친자식처럼 살뜰하거나 넘치는 애정표현같은 건 없으므로 부모자식간이 깍듯하고 바를 뿐이다. 아리마는 자신의 본질이 구제불능이었던 자신의 친부모의 피를 이어받아 인간쓰레기일까봐 불안해하며 지금껏 노력으로 쌓아온 모범생 가면을 벗기를 두려워하나, 유키노의 조언과 사랑의 펀치(?)로 깨달음을 얻어 같은 행보를 걷기로 한다.
여기까지가 극중 초반, 신나고 재미있는 서론단계이고
중반부터는 극의 전개가 점점 어두워진다.
극의 분위기가 처음과 많이 달라지므로 호불호나 작중전개에 대해 의견이 많이 갈리기도 한다.

## 등장인물
- 이름은 일본어 한자[히라가나] / 한국어 (KBS) / 한국어 (투니버스)순으로 개재.
- 성우진은 일본 / 한국 (KBS) / 한국 (투니버스)순으로 개재.

### 주인공
미야자와 유키노 (宮沢雪野[みやざわ ゆきの]/ 윤선 / 채은서)
성우 : 에노모토 아츠코
본 작품의 주인공(주로 전반). 유년기부터 사람들에게 칭찬받는 것을 유달리 좋아하고, 무엇이든 잘하고 싶어서 완벽한 우등생을 연기했었다. 소이치로와 만나면서 서로의 진짜 모습을 알게 되면서 가면을 벗는다. 친모에게 학대당한 소이치로가 지닌 마음의 병이 깊어서 중반 이후엔 그의 마음을 구하기 위한 이야기가 많다. 끈기와 노력으로 차례차례 직면하는 시련을 소이치로와 함께 극복해가면서 소이치로는 크게 성장해 간다. 종반에서는 스스로 자신의 장래를 정했으며, 특히 재학 중에 소이치로의 아이를 임신한 것을 소이치로의 부모님에게 말했을 때, 소이치로를 위한 학자금을 자신의 장래를 위해 투자해 주었으면 한다는 대담한 발언을 하였다. 최종화에서는 딸 1명과 쌍둥이 아들 2명을 낳고, 성형외과 의사로 근무한다.
아리마 소이치로 (有馬総一郎[ありま そういちろう]/ 독고준 / 지성준)
성우 : 스즈키 치히로
본 작품의 주인공(주로 후반). 명문 집안 아리마 가문 일족들로부터 출신이 비천한 여자의 자식이라고 하여 등한시 당하지만, 자신을 사랑으로 키워 준 큰아버지와 큰어머니 내외분을 위해 완벽한 우등생이 되기 위해 노력하였다. 자신을 학대하고 무관심을 보인 진짜 부모를 향한 미움과 애정의 틈 바구니에서 고민하며 괴로워하면서, 그 때문에 다른 사람에게 마음을 열지 않고, 표면상으로 교제해 시종 고독한 인생을 걷고 있었지만, 부모의 사랑을 받고 자라서 성격이 밝은 유키노와 만나면서 바꿔 간다. 또한 방송 출연으로 유명해진 자신을 찾아온 친모 때문에 고통받기도 하지만, 친구들과 양부모의 도움으로 문제를 해결한다. 전국 모의고사에서 1등과 검도부에서 개인 우승을 하여 능력적으로는 문무를 확실히 겸비하였다. 덕분에 냉대하던 고모가 인사를 받아주고, 어린 시절 집단으로 괴롭히던 사촌들이 오히려 무예가 뛰어난 소이치로에게 제압당하는 변화가 일어난다. 재학 중에 유키노가 과거 자신과의 관계로 임신한 것을 알게 되었고, 고교 졸업 후, 진학하지 않고, 유키노와 결혼에 골인, 경찰관(나중엔 형사)이 되었다. 상사로부터 명석한 두뇌를 유용하게 쓰기 위해 엘리트 코스로의 진급도 권유받았지만, 현장을 좋아하여 현재의 삶을 즐기고 있다.

### 동급생
아사바 히데아키 (浅葉秀明[あさば ひであき]/ 지수빈 / 정우혁)
성우 : 키사이치 아츠시
소이치로의 친구. 소이치로처럼 꽃미남이고 미술에 감각과 재능이 있어서 인기만점. 학교 축제 때 포스터를 부탁받아 그리기도 하였다. 당초 자신의 하렘 야망(일명 : 메리 랜드)을 달성하기 위해 소이치로를 이용하려고 접근해 방해자인 유키노를 배제하려고 했지만, 나중에 두 사람의 좋은 이해자가 된다. 소이치로의 실체를 일찍부터 간파하거나, 그가 정신적으로 불안정한 때는 절묘한 타이밍에 말을 거는 등 통찰력이 꽤 뛰어나기도 하다. 단지 언동이 약간 변태적인 것이 단점이다. 후에 화가가 되며, 소이치로와 유키노의 딸 사쿠라에게 고백을 받기도 한다.
이사와 마호 (송미라 / 백승미)
성우 : 노다 쥰코]
같은 A반 학생. 고교에 들어가서 반의 이목을 사로잡는 유키노가 싫어서 소이치로를 좋아하는 같은 반 여학생들의 마음을 이용, 유키노를 집단 따돌림 시키다가 얼마 안 가 본인이 따돌림 당할 뻔했다. 그 후에 둘은 절친한 친구가 된다. 뇌 전문 의사가 되는 게 꿈이며, 12세 연상의 치과 의사와 사귀고 있다. 긴 생머리에 누님 스타일. 후에는 유키노와 같은 병원에서 뇌 전문 의사로 활동한다. 그 치과 의사와 결혼한 듯.
시바히메 츠바사 (민수지 / 윤나림)
성우 : 신타니 마유미
소이치로의 중학교 때 친구로 소이치로와 사귀는 유키노를 매우 싫어하여 괴롭히나 결국 두 사람 사이를 인정한다. 동안 외모에 응석받이 같은 성격이 특징. 어머니는 츠바사를 출산하고 돌아가셨기에, 의상 디자이너로 일하는 아버지와 같이 살았으며, 아버지가 재혼하려고 하자 이에 반항하기도 했다. 하지만 자신을 있는 그대로 대하는 새어머니의 아들과 새어머니에게 마음을 연다. 나중에는 새어머니의 아들(카즈마)과 결혼하게 된다.
사쿠라 츠바키 (남선주 / 남가영)
성우 : 지바 사에코
소이치로와 같은 중학교 출신으로 D반 소속. 츠바사의 소꿉친구로 배구부 레귤러. 따돌림 시키는 것을 제일 싫어하며, 유키노를 유키농으로 제일 처음으로 부르기 시작했다. 토나미가 오키나와로 갈 때까지 못되게 굴며 살아왔다. 문화제 후 서로를 의식하며 이후에 같이 세계 유적을 찾아 떠돌아 다니는 고고학자가 된다.
사와다 아야 (임효민 / 박경진)
성우 : 모토야 유키코
소이치로와 같은 중학교 출신으로 D반 소속. 유키노가 집단 따돌림을 당할 때 친구가 되어주며, 주모자가 있다는 조언을 해 주었다. 부에서의 활동은 없었으나 유키노, 마호, 츠바사에게 연극을 해 보자고 권유하였다. 문학에 뛰어난 재능이 있어 작문 콘테스트에서 입상한 적이 많으며, 문화제 때 인기를 끈 '강철의 눈'이라는 연극을 직접 썼다. 고교 재학 중임에도 불구하고 프로 소설가로 일하고 있으며, 필명은 사와이 아야키. 공부는 대학교를 겨우 입학할 수준이다.
세나 리카 (강채림 / 이주혜)
성우 : 후쿠이 유카리
소이치로와 같은 중학교 출신으로 D반 소속. 아야와 소꿉친구이다. 손재주가 뛰어나 여러 옷이나 소품을 잘 만드며, 문화제 연극 의상을 직접 만들었다. 아야가 글을 쓸 때 옆에서 조언해주며, 대입 시험 공부할 때 아야에게 영양만점의 식사를 만들어 주기도 한다. 아야의 오빠를 좋아해, 야구 배트로 지켜준 일화가 있다. 후에 유명 디자이너인 츠바사의 아버지 밑에서 일하게 된다.
타케후미 토나미 (제갈민 / 차세호)
성우 : 사사키 노조무
오키나와에서 온 전학생으로 중학생 시절에 잠시 오키나와에 이사갔다 온 것이며, 초등학교, 중학교 때 츠바키에게 괴롭힘을 받았다. 그 당시 토나미는 부모의 과잉 보호와 비만으로 성인병에 걸렸으며, 항상 그에게 친절했던 소이치로를 존경한다. 오키나와에 있을 당시, 츠바키에 복수를 다짐하며 열심히 운동하여, 날씬한 몸매와 건강을 갖게 되었다. 그러다 츠바키를 좋아하게 되고, 그와 동시에 소이치로에게 오해를 사기도 한다. 그때 소이치로의 본 모습을 보며 진정한 친구가 된다. 후에는 츠바키와 함께 세계 여러 유적을 탐험하는 고고학자가 된다.

### 가족
미야자와 히로유키 (윤필 / 채고철)
성우 : 쿠사오 타케시
유키노의 아버지, 사무직 종사자로 일한다. 딸 사랑이 절대적이며, 딸 사랑 티셔츠를 집안에서 입고 다닌다. 의외로 소이치로만큼은 접근을 허용. 딸들에게는 남동생 취급 당하지만, 한 번씩 멋있는 대사를 하기도 한다. 어릴 때 장난이 심했고, 주로 대상이 미야코였다. 결혼을 비교적 일찍했으며, 그 이유로 장인과 사이가 매우 안 좋다. 할아버지의 순수한 사랑을 받으며 자랐다.
미야자와 미야코 (황보라 / 정미향)
성우 : 고야마 유카
유키노의 어머니. 아버지의 반대에도 불구하고 어린 나이(고3 졸업 직후)에 히로유키와 결혼한다. 어렸을 적에는 유키노와 많이 닮았다.
미야자와 츠키노 (宮沢月野[みやざわ つきの]/ 윤솔 / 채은비)
성우 : 와타나베 유키
유키노의 여동생으로, 중학교 3학년. 롱 헤어가 매력 포인트인 소녀. 취미는 카노 가지고 놀기. 눈에 띄는 재능은 없어 보였지만, 나중에 테니스 시합에서 준우승을 하는 대활약을 펼쳐 사립 고교에 스카웃되고 테니스를 계속하게 된다. 대학생까지는 수많은 타이틀을 취한 우수한 선수였지만, 은퇴한 다음에는 현립 고교의 교원이 되어 테니스부의 고문을 담당하게 된다.
미야자와 카노(宮沢花野[みやざわ かの]/ 윤별 / 채은별)
성우 : 야마모토 마리아
유키노와 츠키노의 여동생으로, 중학교 2학년. 츠키노와는 대조적으로 숏컷. 사와이 아야키(사와다 아야의 필명)의 왕팬이며, 후에는 사와다 아야의 담당 편집자가 된다.
아리마 소우지
성우 : 후지시로 유지
소이치로의 양아버지로 정확히 하면 큰아버지이다. 아리마 가문의 장남이며, 젊은 시절부터 아리마 가문 병원의 원장이었다. 아버지인 레이치로와 닮지 않았으며, 그 이유로 이런저런 상처를 안고 살아왔다. 소이치로가 친모에게 버려졌을 때 가서 데리고 왔으며, 소이치로를 친아들처럼 여긴다. 소이치로가 진로에 대해 고민할 때, 상담을 해주었으며, 가문에 얽매이지 말고 하고 싶은 일을 하라고 충고한다.
아리마 시즈네
성우 : 사토 아이
소이치로의 양어머니. 아버지는 화가였으며, 소우지와의 만남은 아버지들의 인연으로 만나게 되었다. 어릴 때부터 몸이 안 좋았으며, 결국 수술로 인해서 아이를 갖지 못하게 되었다. 그래서인지 아이들을 좋아한다. 조카이자 양아들인 소이치로를 친자식처럼 아낀다.
아리마 레이치로
소지와 에이코의 아버지이자 소이치로의 할아버지. 모든 면에서 완벽한 남자였지만, 아버지에게 학대당한 탓에 마음의 상처를 입어 가족 및 타인과 친밀한 관계를 맺지 못했다.
에이코
성우 : 야나가 가즈코
소우지의 누나이자 소이치로의 고모. 결혼 후에도 아리마 일족에게 큰 영향력이 있다. 성격이 까다롭지만 소우지에겐 좋은 누나였다. 과거에는 아버지에게 인정받기 위해 노력하고 의사가 되고 싶어했다. 하지만 '너에게 의사는 안 맞는다'는 아버지의 말 때문에 의사의 꿈을 포기하고 여대를 졸업한 후 결혼했다. 아버지에게 사랑받은 레이지 모자를 등한시하고 괴롭혔으며, 레이지의 아들인 소이치로까지 못마땅하게 여긴다. 하지만 유키노는 과거의 자신과 마찬가지로 의사가 되고 싶어하는 점과 어려움이 있어도 꿈을 포기하지 않겠다는 당찬 모습을 보고 마음에 들어한다.
아리마 레이지
소이치로의 생부. 소이치로의 생부답게 팔방미인이다. 대부분의 아리마 가문 사람들은 가문의 이름에 먹칠을 했다고 싫어한다고 하지만, 레이지는 첩의 자식으로서 첩인 어머니가 동반 자살을 시도, 그로 말미암아 비뚤어졌다. 학창 시절에는 형인 소우지를 믿고 따랐으나, 소우지의 실언에 상처를 입고 깡패 같은 삶을 살다가 화해했다. 하지만 료코가 소이치로를 빌미로 레이지를 협박했고, 레이지는 뒤늦게 소이치로를 구해 소우지에게 맡겼다. 이런 일 때문에 소우지와 결별한 후 뉴욕에서 피아니스트로 활동하고 있다. 일본에는 소이치로의 생모 료코를 죽이고 똑같은 일이 다음부터는 일어나지 않기 위해 오지만, 소이치로가 그럴 필요 없다며 막는다. 이후 소이치로에게 용서를 받고 소우지하고도 화해한다.
아리마 료코
소이치로의 생모. 레이지가 비뚤어졌던 시기에 어울려 다니던 폭주족 두목의 애인이었다. 레이지와 딱 한 번 관계를 가진 후 소이치로를 낳고는, 이를 빌미로 레이지에게 돈을 뜯었다. 하지만 레이지가 재산을 물려받을 수 없는 처지라는 것을 알자 연락을 끊었다. 그리고 소이치로를 학대하다가 버리고 갔다.
소이치로가 고등학생이 된 후에도 소식 불명이었지만, TV에 카리스마 고등학생으로 소개된 소이치로를 보자 다시 소이치로에게 접근한다. 소이치로를 이용해 아리마 가의 재산을 노리지만, 소이치로의 친구들과 시즈네에게 격퇴당한다. 이후 레이지가 소이치로와 함께 인터뷰에 나온 걸 보고는 또 다시 소이치로를 찾아온다. 하지만 레이지에게 살해당할 뻔하고 도망친다.

### 그 외
이케다 (시바히메) 카즈마 / 정태우 / 고정모
성우 : 이시다 아키라
츠바사의 이복 남동생. 유명 인디 밴드 '음양'의 보컬. 처음엔 동경하는 음양 밴드 멤버들이 바로 옆에서 봐도 괜찮다고 무대 근처까지 오지만 그건 음양 멤버들의 계획이었고, 무대에 세워버린다. 처음에는 팬들에게 무시당하지만 고등학교 2학년 때부터 학교를 자퇴, 본격적으로 활동하기 시작하며 여러 사람에게 인정을 받기 시작, 그때부터 츠바사를 한 여자로 좋아하기 시작한다.
카와시마 선생님 / 학생 주임 선생님
성우 : 기요카와 모토무
호쿠에이 고교 학생 주임 선생 겸 수학 선생이다. 매우 엄격한 선생님이라 학생들에게는 아주 무서운 선생님이라고 찍혀있으나, 실질적으로는 아주 친절하시다. 유키노와 그녀의 친구들이 연극부를 부활시킬 때, 고문이 되기도 하고, 학생 지도실을 쓸 수 있도록 열쇠를 주기도 한다. 21권에는 불쌍하게도 교내 수석 학생 2명에게 "대학 진학 안 하겠습니다."라는 말을 듣고 충격을 받아 기절하기도.
타카시 유스케
마호의 12세 연상의 남자 친구. 직업은 치과 의사. 마호가 중3 때 방과 후 집으로 가는 길에 집 앞에서 만났다. 처음에는 '호스트'로 불렀고, 마호를 조카같이 생각했다. 그러다 차츰 연애 감정을 가지게 되었다. 부잣집 차남이었고, 결벽증이 있어 집은 항상 깨끗하다.
정발판에는 이름이 '토오루 타카시'로 오역되었지만, 특별판에서 '타카시 유스케'로 수정되었다.

## 목소리출연
KBS 2TV
- 최덕희 - 윤선
- 강수진 - 독고준
- (故)김일 - 지수빈
- 정미경 - 송미라
- 구민선 - 민수지
- 김희선 - 남선주
- 구자형 - 제갈민
- 김환진 - 윤필
- 임은정 - 황보라
- 배정미 - 윤솔, 임효민
- 주유랑 - 윤별, 강채림
- 유동균 - 정태우
- 김정호 - 카와시마 선생님

투니버스
- 이명선 - 채은서
- 김승준 - 지성준
- 최원형 - 정우혁
- 김효선 - 백승미
- 양정화 - 윤나림
- 이현진 - 남가영
- 정선혜 - 박경진
- 한신정 - 이주혜
- 방성준 - 차세호
- 김환진 - 채고철
- 전숙경 - 정미향
- 류점희 - 채은비
- 윤여진 - 채은별
- 김장 - 고정모
- 서윤선 - 나림 아빠
- 김선혜 - 정모 엄마
- 손종환 - 학생 주임 선생님

## 애니메이션
J.C.STAFF와 GAINAX에 의해 애니메이션화되어, 1998년 10월 2일부터 1999년 3월 26일까지 TV 도쿄에서 전 26부작으로 방영되었다. 대한민국에서는 케이블 TV 애니메이션 전문 채널인 투니버스에서 "그 남자! 그 여자!"라는 제목으로 2000년 7월에 먼저 선보인 뒤, KBS 2TV에서 "비밀 일기"라는 제목으로 1년 뒤인 2001년 5월 1일부터 2001년 7월 18일까지 방영된 기록이 있다.

### 서브 타이틀
1. 1.0화 ACT 1.0 彼女の事情 - 그 여자의 사정
2. 2.0화 ACT 2.0 二人の秘密 - 두 사람의 비밀
3. 3.0화 ACT 3.0 彼氏の事情 - 그 남자의 사정
4. 4.0화 ACT 4.0 彼女の難題 - 그 여자의 난제
5. 5.0화 ACT 5.0 日々の迷宮 - 하루 하루의 미궁

5.5화 ACT 5.5 彼の野望 - 그의 야망
1. 6.0화 ACT 6.0 僕を変える、君の声 - 나를 바꾸는, 너의 목소리
2. 7.0화 ACT 7.0 二人の阻隔 - 두 사람의 조격
3. 8.0화 ACT 8.0 彼女の日常 - 그 여자의 일상

8.5화 ACT 8.5 桜の林の満開の下 - 벚나무 숲이 만개한 아래
1. 9.0화 ACT 9.0 モラトリアムの贖罪 - 모라토리엄의 속죄
2. 10.0화 ACT 10.0 すべてはこれから - 모든 것은 지금부터
3. 11.0화 ACT 11.0 1学期の終わりに - 1학기의 마지막에

11.5화 ACT 11.5 夏の休みの始まりに - 여름 방학의 처음에
1. 12.0화 ACT 12.0 仕合わせの在処 - 행복이 있는 곳
2. 13.0화 ACT 13.0 幸せの主観 - 행복의 주관
3. 14.0화 ACT 14.0 これまでのお話(前編) - 지금까지의 이야기 (전편)

14.3화 ACT 14.3 これまでのお話(中篇) - 지금까지의 이야기 (중편)

14.6화 ACT 14.6 これまでのお話(後編) - 지금까지의 이야기 (후편)
1. 15.0화 ACT 15.0 声の向こうに見えるもの - 목소리의 저편에 보이는 것
2. 16.0화 ACT 16.0 永遠の点綴 - 영원의 전철
3. 17.0화 ACT 17.0 彼の去来 - 그의 왕래
4. 18.0화 ACT 18.0 シン·カ - 진화
5. 19.0화 ACT 19.0 14 DAYS·1
6. 20.0화 ACT 20.0 14 DAYS·2
7. 21.0화 ACT 21.0 14 DAYS·3
8. 22.0화 ACT 22.0 14 DAYS·4
9. 23.0화 ACT 23.0 14 DAYS·5
10. 24.0화 ACT 24.0 今までと違うお話 - 지금까지와 다른 이야기

24.25화 ACT 24.25 これまでのおさらい〈天ノ巻〉 - 지금까지의 복습 (천의 권)

24.50화 ACT 24.50 これまでのおさらい〈地ノ巻〉 - 지금까지의 복습 (지의 권)

24.75화 ACT 24.75 これまでのおさらい〈人ノ巻〉 - 지금까지의 복습 (인의 권)
1. 25.0화 ACT 25.0 今までと違うお話 - 지금까지와 다른 이야기
2. 26.0화 ACT 26.0 14 DAYS·6

### 대한민국판 방영되지 않은 화수
- 투니버스 방송 당시에 4개의 서브 타이틀은 방송되지 못했다.
  - 14.0화 '지금까지의 이야기 (전편)'
  - 14.3화 '지금까지의 이야기 (중편)'
  - 14.6화 '지금까지의 이야기 (후편)'
  - 15.0화 '목소리의 저편에 보이는 것
- KBS 방송 당시에는 투니버스 방송 당시에 방송되지 못한 서브 타이틀과 포함해서 모두 6개이다.
  - 17.0화 그의 왕래
  - 18.0화 진화

### OST 일본판
- 오프닝 테마
- 천사의 약속(天使のゆびきり 덴시노 유비키리[*])(1화, 6화, 8화, 9화, 11화~15화, 17화~25화)
- 작사: 후지이 후미야
- 작곡·편곡: 아리가 노부오
- 노래: 후쿠다 마이

- 엔딩 테마
- 꿈 속으로(夢の中へ 유메노 나카에[*])(1화~24화, 26화(단, 12화, 13화, 16화는 가사 없음)
- 작사·작곡: 이노우에 요스이
- 편곡: 미츠무네 신키치
- 노래: 에노모토 아츠코·스즈키 치히로

- 감기가 걸렸던 밤(風邪をひいた夜 가제오 히이타 요루[*])(25화)
- 작사·작곡·편곡: 마츠우라 유키
- 노래: 와타나베 유키·야마모토 마리아

### OST 한국판
- KBS
- 오프닝 테마 / 엔딩 테마 꿈 속의 나라로(1~24화, 26화)
- 작사: 김태훈
- 편곡: 위종수
- 노래: 은표

- 투니버스
- 오프닝 테마 천사와의 약속
- 노래: BK 프로젝터

- 엔딩 테마
- 꿈 속으로(1화~25화)
- 노래: 윤여진·전숙경
- 야야야 최종화(26)
- 작사: 송재원
- 작곡·편곡: 이창희
- 노래: BK 프로젝터